# Tvåhjulsmästarna
Tvåhjulsmästarna är en svensk servande fackhandelskedja inom cykel med 50 fristående butiker. Tvåhjulsmästarna drivs som en ekonomisk förening med styrelse och produktråd. Alla medlemmar har gemensamt ägaransvar.
Alla butiker i Tvåhjulsmästarna utför cykelservice och innehar egen verkstad. 
Tvåhjulsmästarna är medlem i Svensk cykling.

## Historia
Starten och grunden till butikskedjan (arbetsnamn "cykelhandlare i samverkan") startade och började att utveckla sig 1997 av HKH Media AB och nio enskilda fackhandlare runt Mälardalen. Själva grundidén var att bilda en inköpskedja, för att bl. a gemensamt förhandla med leverantörer och på så sätt effektivisera inköpen för den enskilde butikens lönsamhet.
Efter bara två år var det cykelhandlare utanför Mälardalen, som ville ansluta sig till ”cykelhandlare i samverkan”. Året var då 1999 och det togs då också ett beslut att bilda en kedja vid namn Tvåhjulskedjan, i form av en ekonomisk förening. Kort därefter anslöt sig kedjan Cykelmästarna med ett 20-tal butiker till Tvåhjulskedjan, som då också bytte namn till Tvåhjulsmästarna och har sedan dess vuxit till 65 medlemsbutiker från Boden i norr till Trelleborg i söder.

## Varumärken
Tvåhjulsmästarna säljer ett brett sortiment från märken som Crescent, Monark, Nishiki, Craft, Abus, Shimano, Thule m.fl.